# Castello Malatestiano (San Clemente)
Das Castello Malatestiano ist eine mittelalterliche Burg in San Clemente in der italienischen Region Emilia-Romagna. Sie liegt in der Via del Castello.

## Geschichte
Die erste urkundliche Erwähnung eines Castrum Sancti Clementis geschah im Jahre 962, als der Kaiser des Heiligen Römischen Reiches, Otto I., es den Grafen von Carpegna schenkte. Später gehörte es zu den Besitzungen der Familie Malatesta, mit Ausnahme einer kurzen Zeit im Jahre 1504, als es in venezianischer Hand war. 1508 gab es der Heilige Stuhl an die Gemeinde Rimini ab.

## Beschreibung
Das Ortszentrum von San Clemente ist zum größten Teil von der Umfassungsmauer des Castello Malatestiano umschlossen.